# Західний фронт ППО
За́хідний фронт ППО — оперативно-стратегічне об'єднання військ ППО у складі Червоної армії під час німецько-радянської війни, що існувало з 29 червня 1943 до 29 березня 1944 та з 24 грудня 1944 до кінця війни.

## Перше формування
Штаб фронту — Москва.

## Друге формування
Західний фронт ППО другого формування створений постановою ДКО від 24 грудня 1944 року.

### Склад фронту
- 2-й корпус ППО;
- 4-й корпус ППО;
- 5-й корпус ППО;
- 13-й корпус ППО (73-й гвардійський, 512-й, 1566-й, 1805-й, 1865-й, 1928-й зенап);

Штаб фронту — Вільнюс.
Фронт ППО після закінчення війни був реорганізований в округ протиповітряної оборони країни.

## Командування
- Командувачі:
  - генерал-полковник Громадін М. С. (червень 1943 — березень 1944)
  - генерал-полковник артилерії Журавльов Д. А. (грудень 1944 — до кінця війни).